# Drescher (Unternehmen)
Drescher war eine Unternehmensgruppe im Bereich Druck mit Sitz in Stuttgart, Rutesheim und Leonberg.
Sie war ehemals Deutschlands größtes Unternehmen, das Geschäftsdrucke, wie Briefpapier, Formulare und Werbeprospekte für mittelständische Unternehmen herstellte, Werbesendungen verschickte und Abrechnungen mit persönlichen Daten, wie Policen, Telefonabrechnungen für den Mobilfunk, Prämienabrechnungen und Wahlunterlagen versandte. 1998 umfasste die Unternehmensgruppe 53 Gesellschaften mit 2.151 Mitarbeitern.
Heute bestehen unter dem Namen Drescher Full-Service Versand GmbH noch zwei Unternehmen mit ca. 160 Mitarbeitern in Leonberg und Offenburg.

## Geschichte

### Die Anfänge

#### Drescher-Metzler KG
Der Unternehmensberater Philipp Drescher (* 9. Februar 1906, † 17. Februar 1997) gründete 1947 zusammen mit dem Metzler-Verlag in Stuttgart eine Druckerei, die Formulare herstellte. Beide Parteien hielten jeweils 50 % an dem Unternehmen, das als Drescher-Metzler KG firmierte.
Das Stammhaus Metzler war bereits im Jahre 1682 von Augustus Metzler als Buchhandlung in Stuttgart gegründet worden. 1713 machte Johann Benedict Metzler aus dem Unternehmen einen Verlag und verlegte unter anderem Werke von Lessing, Schiller und Uhland. Bereits 1933 kam Philipp Drescher als freier Unternehmensberater zu der damals in der Stadtmitte Stuttgarts gelegenen Druckerei des Verlages. Bereits vor dem Krieg wurde in kleinem Umfang Formulare entworfen und hergestellt. 1943 wurden die Geschäfts- und Produktionsräume in der Stuttgarter Sophienstraße zerstört. Nur wenige ausgelagerte Maschinen blieben erhalten. Beim Wiederaufbau der Produktion im Jahre 1947 in gemieteten Räumen in Stuttgart wurde Philipp Drescher nun auch Teilhaber des neu gegründeten Unternehmens.

#### Weitere Firmengründungen von Philipp Drescher
1948 eröffnete Philipp Drescher ein werbegraphisches Atelier und entwarf Firmenzeichen, Geschäftsdrucken und Werbemitteln. Zu den entwickelten Firmenzeichen gehören die Marke und der Schriftzug “Quelle”, einer der ersten Aufträge des Ateliers.
1952 gründete er die Drescher-Paragon GmbH in Rutesheim. Sie war Lizenznehmerin der Lamson Paragon Ltd, London, damals größte europäische Formulardruckerei. Drescher-Paragon druckte Endlosformulare für die Datenverarbeitung.

#### Der Umzug nach Rutesheim
Erst 1963 erfolgte der Umzug der Geschäftsleitung und Sitzverlegung von Stuttgart nach Rutesheim, dort entstand ein Verwaltungsneubau. Die O. T. Drescher GmbH, deren Geschäftsführer 1972 Heinz Graeber wurde, entwickelte sich bald zum größten und wichtigsten Arbeitgeber des Ortes Rutesheim. Es entstanden zwei Produktionswerke. Weitere Grundstücksflächen werden erworben, um der Erweiterung des Unternehmens Rechnung zu tragen. Auch im Wohnungsbau war Drescher für seine Mitarbeiter tätig und wurde zum größten Grundbesitzer in Rutesheim. Drescher hatte damit maßgeblichen Einfluss auf die Entwicklung des Ortes.

### Expansion
Im Jahre 1978 begann Drescher mit einer weltweiten Expansion. Otwin T. Drescher, der Sohn von Philipp Drescher, kam in die Geschäftsführung der O. T. Drescher GmbH und gründete in Dayton, Ohio, USA, die Drescher Corporation. Ein Jahr später wurde in Berlin die Drescher Datendrucke GmbH & Co. KG gegründet und von der Pelikan AG 75 % der Druckerei Stäudle GmbH & Co. in Öhringen übernommen. In der Folgezeit wurden weitere Vertriebs- und Produktionsunternehmen in Frankreich, Holland, England, Österreich, Schweiz, Portugal, Tschechien, Ungarn, Türkei, Spanien, Niederlande und Polen gegründet.
1989 erwarb Drescher die PPC Card Systems GmbH in Paderborn und Groningen, Niederlande. Die beiden Gesellschaften produzierten Plastikkarten aller Art, inklusive Magnetstreifenkarten und Chipkarten. Zu den großen Kunden gehörten der Sparkassenverlag in Stuttgart.
Nach der Wiedervereinigung baute Drescher in den neuen Bundesländern einen flächendeckenden Vertrieb auf. In Schwarze Pumpe wurde ein Produktionsbetrieb aufgebaut.
1994 eröffnete Drescher das erste Zentrum für digitalen Druck. Ein Vier-Farben-Offsetdruck war jetzt auch schon für Klein- und Testauflagen wirtschaftlich. Die neuen Technologien erschlossen neue, seither nicht bediente Märkte. Im ganzen Bundesgebiet wurden Ladengeschäfte, sogenannte Print-Shops, errichtet. Insgesamt waren 80 solcher Shops geplant.
1995 gründete Drescher zusammen mit debis Systemhaus GmbH, eine Tochter der Daimler AG, die debis Systemhaus Drescher Document Management GmbH mit Sitz in Stuttgart. Das Unternehmen beschäftigte sich mit der Verarbeitung kundenspezifischer Daten, deren Ausdruck auf Belegen und dem kompletten Handling von großen Mengen an Computerausdrucken und spezialisierte sich auf Mobilfunkabrechnungen. Die Produktionsräume dieses Unternehmens befanden sich in Friedrichshafen. Der größte Kunde war debis Mobilfunk.
Ende der 1990er Jahre befasste sich die Unternehmensgruppe auch mit dem Erstellen von Internetauftritten.

### Otwin Drescher
1986 schied der Firmengründer Philipp Drescher aus Altersgründen aus der Geschäftsführung aus. Sein Sohn Otwin Tilo Drescher (* 11. September 1942, † 8. Mai 2021) übernahm die Führung. Unter ihm kam es zu einem Personalkarussell in der Geschäftsführung. Nach dem Tod von Philipp Drescher am 17. Februar 1997 wurde Otwin T. Drescher alleiniger Gesellschafter in der Drescher-Gruppe.

### Der Niedergang
Die Druckereibranche befand sich seit Mitte der 1990er Jahre in einer erheblichen strukturellen Krise. Im Markt gab es signifikante Überkapazitäten. Dies bedingte einen harten Preiskampf am Markt.
Diesem Preisdruck konnte sich auch die Drescher-Gruppe nicht entziehen. Restrukturierungsmaßnahmen wurden jedoch nicht mit dem notwendigen Nachdruck verfolgt. In der Gruppe kam es zu erheblichen Fehlinvestitionen. Die neu eingeführten Printshops für digitale Drucke erforderten in den Jahren 1997 und 1998 Investitionen und Vorlaufkosten von 50 Mio. DM. Die Printshops liefen nur sehr schleppend an. Ein unzureichendes Controlling und ein Cash-Pooling über fast die gesamte Drescher-Gruppe durch die Holding Drescher GmbH, führten zu einer mangelhaften Kontrolle.

### Die Konkursverfahren
Im Jahre 1998 zählte die Drescher-Gruppe insgesamt 53 Gesellschaften, die einen Umsatz von insgesamt 450 Mio. DM erzielten und 2.151 Mitarbeiter weltweit beschäftigten. Die Unternehmensgruppe war vor allem für Versicherungsgesellschaften, Bausparkassen und den Mobilfunk tätig.
Der Verlust im Jahr 1998 betrug insgesamt 35 Mio. DM. Die Verlustlage des Unternehmens führte dazu, dass die Drescher GmbH als Holdinggesellschaft, zusammen mit sieben weiteren Unternehmen der Gruppe am 13. Juli 1998 beim Amtsgericht Stuttgart Anträge zur Eröffnung gerichtlicher Vergleichsverfahren oder Konkursverfahrens stellte, denen bis zum 11. August 1998 die Anträge von acht weiteren Drescher-Gesellschaften folgten. Für 16 Drescher Gesellschaften eröffnete das Amtsgericht Stuttgart bis zum 1. Oktober 1998 die Konkursverfahren. Der Stuttgarter Rechtsanwalt Volker Grub wurde in allen Verfahren als Konkursverwalter bestellt.

#### Das Sanierungskonzept
Der Verwalter Grub begann sofort nach seiner Bestellung in Zusammenarbeit mit den Geschäftsführern Otwin Drescher, Klaus Gromer, Heinz Graeber und Hans-Peter Kindsvater mit der Erarbeitung eines Sanierungskonzeptes für die Drescher-Gruppe. Da die Drescher-Gruppe Marktführer in ihrer Branche war, konnte und musste auf die Fachkenntnisse der leitenden Mitarbeiter zurückgegriffen werden. Mit Rücksicht auf die Notwendigkeit einer raschen Erarbeitung und Umsetzung eines solchen Konzeptes, wurde auf die Zuziehung externer Beratungsunternehmen verzichtet.
Die Sanierungsmaßnahmen waren:
- Eliminierung unrentabler Produkte, hierzu gehörte vor allem die Stilllegung des digitalen Printshops sowie Aufgabe des Handels mit Computerzubehör
- Effizienzsteigerung im Vertrieb durch eine Gebietsneuordnung, mit der auf die Umsatzstärke einzelner Mitarbeiter im Vertrieb Rücksicht genommen wurde
- Umstellung von einer dezentralen Auftragsbearbeitung im Vertrieb auf eine zentrale Auftragsverarbeitung in der Verwaltung in Rutesheim
- Bereinigung der Produktionsstandorte und einer weitgehenden Konzentration auf das zweite Werk in Rutesheim. Aufgabe des Standortes in Berlin und des ersten Werkes in Rutesheim
- Investition in eine zweite Finishinganlage in La Wantzenau. Es handelt sich dabei um eine Maschine, die Leaflets, Flyer, Poster, Folder oder Broschüren in hohen Auflagen drucken, falzen, heften und personalisiert versenden kann.
- Ein Lagerabbau um mindestens 10 Mio. DM
- Vereinfachung der Firmenstruktur durch Reduktion der 53 Gesellschaften
- Verkauf oder Schließung nicht notwendiger Gesellschaften
- Abschluss eines Haustarifvertrages mit der IG Medien zur Erhöhung der betrieblichen Wochenarbeitszeit von 35 auf 37,5 Stunden. Dieses Vorhaben führte zu heftigen Auseinandersetzungen mit der IG Medien[12]. Nachdem die Belegschaft zunächst das Sanierungskonzept ablehnte[13], fand es am Ende doch die Zustimmung durch den Betriebsrat.[14] Zur Unterstützung der Belegschaft organisierte IG Medien eine Solidaritätskomitee mit Vertretern von Kirchen- und Gemeinderäten, Bundes- und Landespolitikern, Betriebsräten umliegender Unternehmen und Vereinen.
- Gründung von zwei Auffanggesellschaften, Drescher Druck und Marketing GmbH und Drescher Produktion GmbH, beide mit Sitz in Rutesheim, die einerseits den Vertrieb und die Verwaltung und andererseits die Produktion wahrnehmen sollten. Beide Gesellschaften übernahmen das ihnen zugeordnete Personal. Dies führte zu einer deutlichen Vereinfachung der Konzernstruktur. Beibehalten wurden die ausländischen Vertriebsgesellschaften und die weitgehend selbständigen Gesellschaften, wie debis Systemhaus Drescher GmbH, Stuttgart, PPC Card Systems GmbH, Paderborn, und die Produktionswerke Drescher WSA, La Wantzenau/Frankreich oder Drescher Polska Sp.z.o.o., Warschau/Polen.

Nach dieser Strukturbereinigung waren in der Drescher-Gruppe statt 53 nur noch 20 Gesellschaften tätig, die nach der Planung im Jahre 1999 noch 1.189 Arbeitnehmer beschäftigten, einen konsolidierten Umsatz von 327 Mio. DM und ein positives Ergebnis von 9,6 Mio. DM erzielen sollten. Dieser Sanierungsplan wurde umgesetzt.

#### Unternehmensveräußerungen
- Kernbereich Druck: Um den Kauf des Kernbereichs Druck bemühten sich insgesamt über 40 interessierte Unternehmen, darunter Burda in Offenburg, Bertelsmann in Gütersloh, die Deutsche Post AG, Sebaldus Druck und Verlag GmbH in Nürnberg und Stralfors AB in Ljungby, Schweden. Mit Wirkung zum 1. Januar 2000 übernahm die französische Eppe-Gruppe aus Saint Savine/Frankreich, vertreten durch die Brüder Roland und Jaques Eppe, den Druckbereich von Drescher.[15][16] Die Eppe-Gruppe war ein Wettbewerber von Drescher und erwirtschaftete im Jahre 1998 in 14 Gesellschaften mit 700 Mitarbeitern einen Umsatz von 210 Mio. DM und einen Gewinn von 10 Mio. DM. Eppe übernahm die beiden vom Verwalter gegründeten Auffanggesellschaften nebst 10 weitere Gesellschaften, insbesondere die ausländischen Vertriebsgesellschaften, das Werk Drescher WSA in La Wantzenau und die PPC Card System GmbH in Paderborn. Es waren 12 Gesellschaften, die insgesamt 1.030 Arbeitnehmer beschäftigten und einen Planumsatz von 270 Mio. DM für das Jahr 2000 auswiesen.[17][18]
- Drescher Polska: Das Produktionswerk Drescher PolskaSp. Z.o.o., Piotrków Trybualski/Polen mit 180 Arbeitnehmern und einem Umsatz von 47,3 Mio. DM, das Tabellierpapier herstellte, wurden von polnischen Mitgesellschafter Adam Banaczcyk übernommen.
- debis Systemhaus: Die debis Systemhaus Drescher GmbH, Stuttgart, mit einem Umsatz von 20 Mio. DM und 47 Arbeitnehmern, die sich mit der Abrechnung von Mobilfunk befasste, wurde vom Mitgesellschafter debis Systhemhaus GmbH, eine Tochter der DaimlerChrysler AG, übernommen.
- GFS Gesellschaft für Sozialmarketing mbH, Bad Honnef: Das Beratungsunternehmen für das Marketing von sozialen Organisationen, insbesondere für das Werben um Spenden und Mitgliedern und imagefördernde Maßnahmen, das im Jahr 8.000 DM umsetzte, übernahm die SOBA Unternehmensberatung, Bad Honnef
- Druckerei Stäudle: Die Spezialdruckerei Wilhelm Stäudle GmbH & Co in Öhringen mit einem Umsatz von 12,4 Mio. DM und 87 Arbeitnehmern übernahm der Mitgesellschafter Wolfgang Stäudle.

#### Verwertung des Grundbesitzes
Die Verwertung des großen Drescher-Grundbesitzes in Rutesheim erstreckte sich über 10 Jahre, bis zum Jahr 2008. Zum Verkauf standen 99 Grundstücke für industrielle Zwecke, Wohnungsbau und Bau- und Grünflächen. Einen großen Teil der Grundstücke erwarb die Gemeinde Rutesheim. Das zwölf Hektar große Grundstück des Werkes 2 von Drescher in Rutesheim hatte der Insolvenzverwalter noch 10 Jahre in seiner Verwaltung, bevor er es im März 2008 auch an die Gemeinde Rutesheim, vertreten durch Gemeindekämmerer Joachim Sinn, veräußerte. Auf den Wert des Grundstücks hatte der Ausbau der Bundesautobahn Stuttgart-Karlsruhe mit dem Bau eines Autobahnanschlusses Rutesheim erheblichen Einfluss.

#### Das Ende der Konkursverfahren
Die 16 Konkursverfahren der Drescher-Gesellschaften wurden innerhalb von 20 Jahren abgeschlossen. Das Hauptverfahren der Holding, Drescher GmbH, endete im Jahre 2008 mit einer Zahlungsquote von 50 Prozent für die nicht bevorrechtigten Gläubiger.

### Unter Eppe
2003 bestand erneut Sanierungsbedarf. Im April 2004 konnte sich Eppe mit Betriebsrat und Gewerkschaft auf einen Sanierungsplan einigen. Das Unternehmen beschäftigte noch 450 Arbeitnehmer. 45 Arbeitsplätzen in Rutesheim wurden abgebaut. Die Arbeitnehmer verzichteten 2 Jahre auf Urlaubsgeld und Weihnachtsgeld. Die 37,5 Wochenstunden werden mit einem Zeitausgleich über Freischichten beibehalten.

#### Die Drescher-Gruppe 2012
Anfang 2012 bestand die Drescher-Gruppe aus der Drescher Print Solutions GmbH, der Drescher Full-Service Versand GmbH und der Eppe-Drescher Beteiligungsverwaltung GmbH. Alle drei Gesellschaften hatten ihren Sitz in Rutesheim bei Stuttgart. Daneben gab es weitere Gesellschaften in der Schweiz, in Polen, in Tschechien und in Frankreich.
Die Drescher Print Solutions GmbH, in welcher die Produktion von Druckerzeugnissen wie Formularen und Prospekten gebündelt war, hatte ihren Geschäftsbetrieb am Firmensitz in Rutesheim. Sie beschäftigte 296 Arbeitnehmer und machte zuletzt einen Jahresumsatz von über 46 Mio. Euro. Sie erwirtschaftete seit einiger Zeit Verluste. Der Markt für Druckerzeugnisse war weiterhin rückläufig, weil er durch die elektronische Datenverarbeitung ersetzt wurde.
Die Drescher Full-Service Versand GmbH, Offenburg, erbrachte Dienstleistungen im Digitaldruck und personalisierten Versand von Werbematerial und Kontoauszügen. Es wurden 154 Arbeitnehmer beschäftigt. Der Jahresumsatz betrug zuletzt 19 Mio. Das Geschäftsergebnis war ausgeglichen.
Das Eigenkapital der Eppe-Drescher Beteiligungsverwaltung GmbH war aufgezehrt. Ferner drohte eine Steuernachzahlung in Höhe von rund 1,5 Mio. Euro.

#### Drei Insolvenzverfahren als Schutzschirmverfahren
Alle drei Gesellschaften stellten deshalb am 8. März 2012 beim Amtsgericht Stuttgart Insolvenzantrag. Die drei Gesellschaften machten dabei von einer neuen Form des Insolvenzverfahrens, dem sogenannten Schutzschirmverfahren, gebrauch. Die Besonderheit des Schutzschirmverfahrens besteht darin, dass nach dem Insolvenzantrag an Stelle eines vorläufigen Insolvenzverwalters ein vorläufiger Sachwalter eingesetzt wird. Die Verwaltungs- und Verfügungsbefugnis des insolventen Unternehmens bleibt bei der Geschäftsleitung. Dem vorläufigen Sachwalter obliegen lediglich Aufsichts- und Unterstützungsfunktionen. Diese Möglichkeit bestand seit dem 1. März 2012, die Verfahren der drei Drescher-Gesellschaften waren damit bundesweit die ersten großen Schutzschirmverfahren. Zum vorläufigen Sachwalter wurde der Stuttgarter Rechtsanwalt Wolfgang Bilgery bestellt.
Die Insolvenzverfahren der Eppe-Drescher Beteiligungsverwaltung GmbH und der Drescher Full-Service Versand GmbH endeten mit Insolvenzplänen, die von den Gläubigerversammlungen am 2. Juli 2012 verabschiedet wurden. Diese sahen die Fortsetzung der beiden Gesellschaften vor. Die Gläubiger erhielten auf ihre Forderungen bei Eppe-Drescher Beteiligungsverwaltung GmbH eine Quote von 3,25 %, und bei Drescher Full-Service Versand GmbH 22,00 %.
Bei der Drescher Print Solutions GmbH wurde mit Eröffnung des Insolvenzverfahrens der bisherige Sachwalter Bilgery zum Insolvenzverwalter bestellt, nachdem die Drescher Print Solutions GmbH ihren Schutzschirmantrag zurücknahm. Der Geschäftsbetrieb der Drescher Print Solutions GmbH erwies sich als nicht sanierungsfähig. Die Gesellschaft wurde abgewickelt.

#### Aufgabe des Standortes Rutesheim
Im September 2012 wurde die Produktion im ehemaligen Drescher-Werk 1 in Rutesheim stillgelegt. Im Verwaltungsgebäude blieben 30 Angestellte zurück. Eppe suchte nach einem Käufer für die Immobilie. Bürgermeister Dieter Hofmann von Rutesheim lehnt einen Kauf ab. Im Oktober 2013 erwirbt die Porsche AG die Immobilie. Drescher zieht mit der Verwaltung nach Leonberg. Quelle:Sven Hahn, Drescher-Deal: Areal soll bald verkauft werden, Leonberger Kreiszeitung vom 10. September 1913.

## Heute

### Unter Exela Technologies
Im Jahr 2018 übernahm Exela Technologies, Inc. mit Sitz in Irving, Texas/USA die Drescher-Gruppe. Exela ist ein an der NASDAQ börsennotierter Konzern mit 19 000 Beschäftigten und einem Umsatz von 1 Mrd. USD im Jahr 2020. Exela ist ein Unternehmen für Geschäftsprozessautomatisierung, zu dem auch die Verteilung von Informationen an Kunden gehört. Drescher besteht noch als Drescher Full-Service Versand GmbH mit Standorten in Offenburg und Leonberg. Es werden 160 Arbeitnehmer beschäftigt. Der Umsatz beläuft sich auf rund 40 Mio. US-Dollar.